# Calendario de los Juegos Europeos de Minsk 2019
El calendario de los Juegos Europeos de Minsk 2019 presenta la hora y fecha de las finales de las 199 pruebas disputadas en los 15 deportes que conforman el programa de este evento. Las horas aparecen indicadas respecto a la hora local de Minsk (UTC+3) y se incluyen además las naciones ganadoras de cada medalla.
| Días 21 22 23 24 25 26 27 28 29 30 |

| - M – masculino - F – femenino |

| Días 21 22 23 24 25 26 27 28 29 30 |

- Datos: Q65159485